# Maloro
Maloro is een bestuurslaag in het regentschap Sijunjung van de provincie West-Sumatra, Indonesië. Maloro telt 1828 inwoners (volkstelling 2010).